# A foszfor izotópjai
Bár a foszfornak (P) több izotópja is ismert, ezek közül csak a 31P stabil, a foszfor tehát tiszta elem.

Standard atomtömeg: 30,973762(2) u
A foszfor fontosabb radioaktív izotópjai:
- a 32P béta-sugárzó (1,71 MeV), a felezési ideje 14,3 nap. Az élettudomány területén rutinszerűen alkalmazzák, elsősorban radioaktívan nyomjelzett DNS és RNS minták készítéséhez, például Northern blot vagy  Southern blot vizsgálatokhoz. Mivel az izotóp által kibocsátott nagy energiájú béta-részecskék behatolnak a bőrbe és a szaruhártyába, valamint a szervezetbe jutott (lenyelt, belélegzett, felszívódott) 32P könnyen beépül a csontokba és a nukleinsavakba, az OSHA előírásai szerint laborköpeny, egyszer használatos gumikesztyű és védőszemüveg viselése kötelező a 32P-vel végzett munka során, valamint a szem védelme érdekében kerülni kell a közvetlenül a nyitott edény felett végzett munkát[forrás?] A személyzet, a ruházat és a felületek szennyeződését monitorozni kell. A nagy energiájú béta-részecskék az általában árnyékolásra használt nagy sűrűségű anyagokban (például ólom) a fékezési sugárzás jelensége révén másodlagos röntgensugárzást keltenek. Emiatt az árnyékolást kis sűrűségű anyagokkal (például plexiüveg, műanyag, fa vagy víz) kell biztosítani.[1]
- a 33P béta-sugárzó (0,25 MeV), felezési ideje 25,4 nap. Élettudományi laboratóriumokban használják olyan esetben, amikor a kisebb energiájú béta-sugárzás előnyösebb – ilyen például a DNS-szekvenálás.

## Táblázat
| Az izotóp jele | Z(p)                | N(n)                | Az izotóp tömege (u) | felezési idő    | magspin | jellemző izotóp- összetétel (móltört) | természetes ingadozás (móltört) |
| Az izotóp jele | gerjesztési energia | gerjesztési energia | gerjesztési energia  | felezési idő    | magspin | jellemző izotóp- összetétel (móltört) | természetes ingadozás (móltört) |
| -------------- | ------------------- | ------------------- | -------------------- | --------------- | ------- | ------------------------------------- | ------------------------------- |
| 24P            | 15                  | 9                   | 24,03435(54)#        |                 | (1+)#   |                                       |                                 |
| 25P            | 15                  | 10                  | 25,02026(21)#        | <30 ns          | (1/2+)# |                                       |                                 |
| 26P            | 15                  | 11                  | 26,01178(21)#        | 43,7(6) ms      | (3+)    |                                       |                                 |
| 27P            | 15                  | 12                  | 26,999230(28)        | 260(80) ms      | 1/2+    |                                       |                                 |
| 28P            | 15                  | 13                  | 27,992315(4)         | 270,3(5) ms     | 3+      |                                       |                                 |
| 29P            | 15                  | 14                  | 28,9818006(6)        | 4,142(15) s     | 1/2+    |                                       |                                 |
| 30P            | 15                  | 15                  | 29,9783138(3)        | 2,498(4) perc   | 1+      |                                       |                                 |
| 31P            | 15                  | 16                  | 30,97376163(20)      | STABIL          | 1/2+    | 1,0000                                |                                 |
| 32P            | 15                  | 17                  | 31,97390727(20)      | 14,263(3) nap   | 1+      |                                       |                                 |
| 33P            | 15                  | 18                  | 32,9717255(12)       | 25,34(12) nap   | 1/2+    |                                       |                                 |
| 34P            | 15                  | 19                  | 33,973636(5)         | 12,43(8) s      | 1+      |                                       |                                 |
| 35P            | 15                  | 20                  | 34,9733141(20)       | 47,3(7) s       | 1/2+    |                                       |                                 |
| 36P            | 15                  | 21                  | 35,978260(14)        | 5,6(3) s        | 4‒#     |                                       |                                 |
| 37P            | 15                  | 22                  | 36,97961(4)          | 2,31(13) s      | 1/2+#   |                                       |                                 |
| 38P            | 15                  | 23                  | 37,98416(11)         | 0,64(14) s      |         |                                       |                                 |
| 39P            | 15                  | 24                  | 38,98618(11)         | 190(50) ms      | 1/2+#   |                                       |                                 |
| 40P            | 15                  | 25                  | 39,99130(15)         | 153(8) ms       | (2‒,3‒) |                                       |                                 |
| 41P            | 15                  | 26                  | 40,99434(23)         | 100(5) ms       | 1/2+#   |                                       |                                 |
| 42P            | 15                  | 27                  | 42,00101(48)         | 48,5(15) ms     |         |                                       |                                 |
| 43P            | 15                  | 28                  | 43,00619(104)        | 36,5(15) ms     | 1/2+#   |                                       |                                 |
| 44P            | 15                  | 29                  | 44,01299(75)#        | 18,5(25) ms     |         |                                       |                                 |
| 45P            | 15                  | 30                  | 45,01922(86)#        | 8# ms [>200 ns] | 1/2+#   |                                       |                                 |
| 46P            | 15                  | 31                  | 46,02738(97)#        | 4# ms [>200 ns] |         |                                       |                                 |

Megjegyzések:
- A # jelölésű értékek nem kizárólag kísérleti adatokból származnak, ezeknél rendszeres tendenciákat is figyelembe vettek. A gyenge asszignációs argumentumú spineket zárójelben jelöltük.
- A bizonytalanságokat rövid formában – a megfelelő utolsó számjegy után zárójelben – adjuk meg. A bizonytalanság értéke egy standard deviációnak felel meg, leszámítva a IUPAC által megadott izotóp-összetételt és standard atomtömeget, melyeknél kiterjesztett bizonytalanságot használunk.

## Fordítás
- Ez a szócikk részben vagy egészben  az   Isotopes of phosphorus című angol Wikipédia-szócikk ezen változatának fordításán alapul.  Az eredeti cikk szerkesztőit annak laptörténete sorolja fel. Ez a jelzés csupán a megfogalmazás eredetét és a szerzői jogokat jelzi, nem szolgál a cikkben szereplő információk forrásmegjelöléseként.

## Külső hivatkozások
- Izotóptömegek: Ame2003 Atomic Mass Evaluation by G. Audi, A.H. Wapstra, C. Thibault, J. Blachot and O. Bersillon in Nuclear Physics A729 (2003).
- Izotópösszetétel és standard atomtömegek:Atomic weights of the elements. Review 2000 (IUPAC Technical Report). Pure Appl. Chem. Vol. 75, No. 6, pp. 683–800, (2003) and Atomic Weights Revised (2005) Archiválva 2008. március 5-i dátummal a Wayback Machine-ben.
- A felezési időkre, a spinekre és az izomer adatokra vonatkozó információk az alábbi forrásokból származnak:
  - Audi, Bersillon, Blachot, Wapstra. The Nubase2003 evaluation of nuclear and decay properties Archiválva 2011. július 16-i dátummal a Wayback Machine-ben, Nuc. Phys. A 729, pp. 3–128 (2003).
  - National Nuclear Data Center, Brookhaven National Laboratory. Information extracted from the NuDat 2.1 database (Hozzáférés ideje: Sept. 2005).
  - David R. Lide (ed.), Norman E. Holden in CRC Handbook of Chemistry and Physics, 85th Edition, online version. CRC Press. Boca Raton, Florida (2005). Section 11, Table of the Isotopes.

1. ↑  Archivált másolat. [2006. február 20-i dátummal az eredetiből archiválva]. (Hozzáférés: 2009. február 22.)